# 盛内愛子
盛内 愛子（もりうち あいこ、1986年5月27日 - ）は、日本の元アイドルタレント、女優。本名同じ。
埼玉県出身。元MJエンタープライズ所属。

## 略歴
1997年、ミュージカル『アニー』のアイリーン役として初舞台を踏んだ。1999年よりMJエンタープライズに所属。テレビドラマや映画に出演した。

## 主な出演作品

### テレビドラマ
- エイジ（2000年、NHK）本条めぐみ 役
- 催眠 最終話（2000年、TBS）朝比奈宏美（少女時代） 役
- 泥棒家族（2001年、日本テレビ）畑山英子 役
- 仮面ライダーアギト 第30話（2001年、テレビ朝日）森恵子 役
- ウルトラマンコスモス 第18話（2001年、TBS）竹越みどり 役
- 時空警察ヴェッカーD-02 第6話（2002年、テレビ朝日）仁科琴乃 役

### その他のテレビ番組
- 超V.I.P.（フジテレビ）
- グラビアの美少女（2002年、MONDO21）

### 映画
- ベースボールキッズ （2003年、千葉テレビ放送）村井佳織 役
- バトル・ロワイアルII 鎮魂歌 （2003年、東映）池田美希 役

### 舞台
- アニー（1997年）アイリーン 役
- ココ・スマイル（1999年）サヤ 役

### CM
- ヒューマンアカデミー
- 大正製薬、アイリスCL-1ネオ
- よさこいピック高知（2002年）
- 君津住宅

## ビデオ・DVD
- IDOL Primera 盛内愛子〜パステル〜（2002年、バップ）
- バトル・ロワイアルII 鎮魂歌 外伝（2003年、東映ビデオ）
同映画のメイキング。盛内のインタビュー、撮影シーン、オフショット等を収録。

## 書籍

### 写真集
- 14歳。みみながうさぎ（2001年、二見書房）
- 愛のコトバ（2002年、辰巳出版）

### 関連書籍
- 時空警察ヴェッカーD-02公式捜査ファイル（2002年、朝日ソノラマ）